# Mongolia International 2010
Die Mongolia International 2010 im Badminton fanden vom 6. bis zum 9. Oktober 2010 in Ulaanbaatar statt.

## Sieger und Platzierte
| Disziplin    | Gold                                 | Silber                                  | Bronze                                           |
| ------------ | ------------------------------------ | --------------------------------------- | ------------------------------------------------ |
| Herreneinzel | Michal Matejka                       | Ali Shahhosseini                        | Hu He Maoni                                      |
| Herreneinzel | Michal Matejka                       | Ali Shahhosseini                        | Ye Min Aung                                      |
| Dameneinzel  | Monika Fašungová                     | Gerelmaa Batchuluun                     | Munkhchimeg Mendjargal                           |
| Dameneinzel  | Monika Fašungová                     | Gerelmaa Batchuluun                     | Ganchuluun Daribal                               |
| Herrendoppel | Hu He Maoni Enkhmandakh Purevsuren   | Shagdar Byambajav Ali Shahhosseini      | Erdenebayar Enkhbold Zolzaya Munkhbaatar         |
| Herrendoppel | Hu He Maoni Enkhmandakh Purevsuren   | Shagdar Byambajav Ali Shahhosseini      | Enkhbat Olonbayar Sainbuyan Purevsuren           |
| Damendoppel  | Gerelmaa Batchuluun Monika Fašungová | Khulangoo Baatar Munkhchimeg Mendjargal | Dariball Ganchuluun Dulamsuren Munkhbayar        |
| Damendoppel  | Gerelmaa Batchuluun Monika Fašungová | Khulangoo Baatar Munkhchimeg Mendjargal | Erdenechimeg Bayarsaikhan Oyuntuguldur Gan-Undur |
| Mixed        | Michal Matejka Monika Fašungová      | Enkhbat Olonbayar Gerelmaa Batchuluun   | Ye Min Aung Erdenechimeg Bayarsaikhan            |
| Mixed        | Michal Matejka Monika Fašungová      | Enkhbat Olonbayar Gerelmaa Batchuluun   | Hu He Maoni Dulamsuren Munkhbayar                |